# Moralsk partikularisme
Moralsk partikularisme er en moralteori, der benægter eksistensen af generelle principper – modsat moralsk generalisme, der hævder eksistensen af generelle principper, der kan virke guidende og resultere i moralsk viden. I stedet peger partikularisterne på situationen og dertil hørende kontekst som konstituerende for moralen.
Partikularister deler sig i to debatter med hensyn til begrundelse: den ontoligiske og den epistemologiske. Begge søger at redegøre for oprindelsen af moralsk viden.

## Ontologisk partikularisme
Ontologiske partikularister som Jonathan Dancy tilskriver situationen universel moralsk værdi - det er ifølge Dancy kun i situationen, vi finder moralske grunde. Der er tale om en holistisk teori, idet alt moralsk relevant samler sig ét sted og derfor også en universalisme. Denne form for moralsk partikularisme bliver også henvist til som den stærke partikularisme.

## Epistemologisk partikularisme
Epistemologiske partikularister har derimod fokus på at begrunde moralen via erkendelsesteoretiske midler som perception, evner og regler. På denne måde slipper de for at stipulere eksistensen af metafysiske entiteter og kan fokusere udelukkende på det konkrete. Denne partikularisme bliver også henvist til som den svage, idet teoriens tilhængere ikke eksplicit benægter eksistensen af principper - mange er skeptikere på området.

### Sensibilitetsteori
Tilhængere af sensibilitetsteori (eksempelvis John McDowell) indenfor partikularisme beskriver moralsk viden og dens oprindelse som et sensorisk forhold. Ved at betragte evnen til at gennemskue moralsk kontekst som en form for perception, bliver moralen en sans, der i lighed med syns- eller høresansen hjælper os med at tyde vores omgivelser.

### Moralske evner som viden dannende
Udover sensibilitets teori kan den epistemologiske partikularist også betragte moralen som en evne - ligesom evnen til at cykle, eller spille skak. På denne måde bliver moralsk viden konstitueret af agentens overblik, erfaring og evne til at genkende mønstre.

### Konceptualisme
Tilhængere af konceptualisme betragter evnen til at skabe og bearbejde koncepter som værende adgangsgivende til det moralske område. Mødet med det moralske består ifølge konceptualismen i vores evne til at omdanne moralsk input til konceptuelle forhold.

## Kritik
Dancy beskylder moralske generalister for at kigge væk fra moralen, når de fokuserer på principper.
Onara O'Neill vender dog denne kritik, idet hun beskylder Dancy for at se bort fra moralens subjektive og intersubjektive karakter. Ifølge O'Neill postulerer Dancy en uopnåelig ren perception af den moralske situation, hvor den forventes at åbenbare sig fuldstændigt og entydigt for agenten.
Denne kritik får Dancy til at udpege den moralske dom og agenters evne til at se moralske ligheder som et erkendelsesteoretisk ståsted, hvor sammenfald i moralen kan åbenbares.

### Teori om nuttethed
Ved at betragte mænds evne til at se kvinder som værende nuttede sår Simon Blackburn tvivl om konceptualismens måde at blande normativt moralsk indhold med konceptuelt indhold. Blackburn selv betragter det at se kvinder som værende nuttede som noget umoralsk, idet man derved tilskriver kvinder unødige infantile og underdanige træk; som man gør kattekillinger eller babyer. Dette kan dog ifølge Blackburn skyldes, at han ikke besidder det nødvendige nuttetheds-koncept, hvorfor hans dom over mænd, der finder kvinder nuttede mister sin berettigelse.

## Fænomenologisk tilgang til moralen
Der findes dog også moralteoretikere, der mener at vores tilgang til moralen er for videnskabelig. Filosoffer som David Bell mener, at vores tilgang til moralen har været alt for videnskabelig, og at vi i stedet bør betragte moralen som en kunstform. En kunstform der kræver praktisk erfaring, vilje til at forny sig og kreativitet. Således skal agenter ikke følge moralske regler, men i stedet føle dem.